# 高岡熊雄
高岡 熊雄（たかおか くまお、1871年9月29日（明治4年8月15日） - 1961年（昭和36年）12月29日）は、日本の農学者・農政学者・農業経済学者。。第3代北海道帝国大学総長。島根県生まれ。

## 経歴
出生から修学期
1871年、津和野藩士・高岡道敬の次男として島根県鹿足郡津和野町で生まれた。津和野小学校を卒業後、兄がいた旧制山口中学校に進学し、ここで出会った国木田哲夫（独歩）とは終生の親交を結んだ。その後兄の転勤にともなって転校し、札幌農学校（現・北海道大学農学部）予科に進学。農学校では新渡戸稲造に師事。1895年6月、札幌農学校農学科を卒業した。卒業後は、新渡戸教授のすすめで同校の研究生となった。
農政学者として
1896年7月、母校の札幌農学校農芸伝習科講師に就いた。1897年12月、同校助教授に昇格。1898年より新渡戸稲造の後任として農政学植民学講座を担当。1901年2月、農政学・農業経済学研究のためドイツ留学を命じられて出発。1904年]2月に帰国。帰国後は札幌農学校教授に昇格した。大学では、農政学や植民学などの講座を担当。1907年9月、札幌農学校の大学昇格、すなわち東北帝国大学農科大学となったことに伴い、以降東北帝国大学農科大学教授。
1910年11月、法学博士号を取得。再び大学の改組に伴い、1918年4月より北海道帝国大学農科大学教授。1919年2月、農科大学が農学部に改組となったことから、その後は北海道帝国大学農学部教授。1919年7月、農学博士号を取得。
1922年8月、欧米視察に出発(1923年7月に帰国)。1933年、北海道帝国大学第3代総長に就任。1934年6月1日、帝国学士院会員に選出された1937年2月に総長を退任。北海道大学在任中は、「北方文化研究室」(学内措置で1937年設置)・「低温科学研究所」（1941年官制公布）の新設などに尽力した。なお、1923年に兄・直吉が初代札幌市長に選ばれて同市の本格的な都市開発に着手すると、学者として札幌商業会議所と密接な関係を結び、市参与・市会議員として札幌市政のさまざまな分野に関与した。
太平洋戦争後
戦後の1946年9月、公職追放の対象となった( 1950年10月に解除)。1950年10月、北海道綜合開発委員会委員長をなり、北海道の開発・戦後復興に努めた。学界では、社会政策学会（1897年発足）および農業経済学会（1925年発足）会長を務めた。また、帝国農会特別議員をそれぞれ務め、日本農政の政策決定過程にも関与した。
1961年12月29日に死去。享年90。墓所は平岸霊園にある。

## 受賞・栄典
- 札幌名誉市民の授与。第二次世界大戦後には北海道総合開発委員会の委員長を務め、戦後復興に貢献した。

## 研究内容・業績
札幌農学校出身者で新渡戸稲造・佐藤昌介に師事した。さらに留学先のドイツでゴルツ・シュモラー・ワグナーら歴史学派・社会政策学派に学ぶことによりドイツ農政学・統計学の学統を継承した（当時の札幌農学校は開校初期に主流を占めていた英米的な大農・畑作中心の農学から、ドイツ農学を導入し中小農・米作中心主義への学風の転換期に当たっていた）。
日本の農業経済分析に統計学的手法を導入、農事統計調査を通じて土地所有の「中農標準化」傾向を指摘した。これを根拠として経営規模の適正化を中心とする小農保護論を展開、さらにそれを促進する具体的方策として国内外における移植民送出と国内地主制の変革を提唱した。また小農の共同・組合組織による大量販売の有利性を主張し、産業組合（現在の農協）による農業界の革新を論じた。
北大における植民学は、「本国に対する政治的従属関係」を重視する東大・京大の植民政策学と異なり、農業移民をいかに定着させるかという「拓殖学」の性格を色濃く有していたとされるが、このような北大植民学の路線を確立したのが高岡であった。高岡から植民学講座を引き継ぎ担当教授となった上原轍三郎によれば、高岡の立場は「もし農地を（規模適正化により）沢山農民に与えるとすれば、どうしても農民が余る。余った農民は日本の国では入れないんだからどうしても海外に行かなければならない。このためには移民と植民・移植民をやらなければならない」というものであった（この点、マルサス流人口論に依拠して人口圧力による民族進出を肯定、満蒙開拓移民の旗振り役となった那須皓の立場とも若干異なる）。
指導学生
高岡の下で学び、特に彼の植民学・北海道農業史研究を継承する人物としては、下記がいる。
- 池田善長
- 上原轍三郎
- 川村琢
- 高倉新一郎：主著『アイヌ政策史』で知られる
- 南鉄蔵：北海道経済史の研究者の
- 野口祥昌
- 湯沢誠

## 家族・親族
- 父：高岡道敬

家紋　左三つ巴

- 兄：高岡直吉（なおよし、1860 - 1942）は札幌農学校を卒業し、島根県知事・門司市長・札幌市長（初代）などを歴任。郷里である津和野町では高岡兄弟の功績をたたえ「高岡通り」を1998年に創設している。
- 三男：高岡周夫 - 統計学者、元北海学園大学学長代理、京大院卒、札幌一中（札幌南高）卒。

## 著作
著書
- 『札幌沿革史』1897
- 『北海道農論』裳華書房 1899
- Die innere Kolonisation Japans (Staats- und socialwissenschaftliche Forschungen ; Bd. 23, Heft 3), Duncker & Humblot, 1904（独文）
- 『農業政策 第1』(經濟全書 第2巻第3編）宝文館 1912
- 『札幌区区勢調査研究』札幌区役所 1920
- 『農政問題研究』成美堂書店 1922
- 『ブラジル移民研究』宝文館 1925
- 『第二農政問題研究』成美堂書店 1929
- 『樺太農業植民問題』西ケ原刊行会 1935
- 『第三農政問題研究』成美堂書店 1936
- 『北支移民の研究』(東亞經濟研究 2）上原轍三郎と共著、有斐閣 1943
- 『ドイツ内南洋統治史論』日本学術振興会 1954
- 『イタリア領リビア開発政策史論』蝦名賢造編、北海学園大学開発研究所 1995

訳書
- 『農政学』フォン・デア・ゴルツ著、裳華房 1901

日本で最初に「農政学」と名付けられた書籍として知られる。

## 関連書籍
- 太田原高昭 『北海道農業の思想像』北海道大学図書刊行会、1992年 ISBN 483293161X
- 竹野学 『樺太農業と植民学 - 近年の研究動向から -』札幌大学経済学部附属地域経済研究所、2005年
- 北海道大学 『北大百年史：通説』 1982年

「北大百年の諸問題」に田中愼一「植民学の成立」、崎浦誠治「北海道農政と北大」、湯沢誠「北海道の小作問題と北大」、長岡新吉「北大における満蒙研究」、高倉新一郎「北方文化研究室顛末」が収録。
- 北海道大学百二十五年史編集室 『北大百二十五年史：論文・資料編』北海道大学、2003年

竹野学「植民地開拓と「北海道の経験」」を収録。